# Stora Ursvik

Stora Ursvik är en stadsdel i Sundbybergs kommun.  Den gränsar i norr mot Kymlinge, i öster mot Lilla Ursvik, i söder mot Rissne (längs Enköpingsvägen) och i väster mot Rinkeby. Befolkningen uppgick till 1686 personer vid utgången av år 2012.

## Allmänt
Stora Ursvik var tillsammans med Lilla Ursvik, Råsta och Kymlinge stora medeltida gårdar. Stadsdelen Stora Ursvik ingår i ett område som överfördes från Stockholms kommun vid en gränsreglering 1971. Det hade före 1949 varit en del av Spånga landskommun. 
Stadsdelen börjades bebyggas 2006. I slutet av 2012 bodde där 1686 personer. Enligt befolkningsprognos för åren 2013–2027 beräknas befolkningen uppgå till över 15 000 personer år 2027.
Området har tidigare en lång historia av att ha varit militärt; bland annat låg FOA här under lång tid . Tvärbanans Kistagren kommer att passera stadsdelen med två hållplatser, Ursviks torg och Ursvik norra.

## Bilder

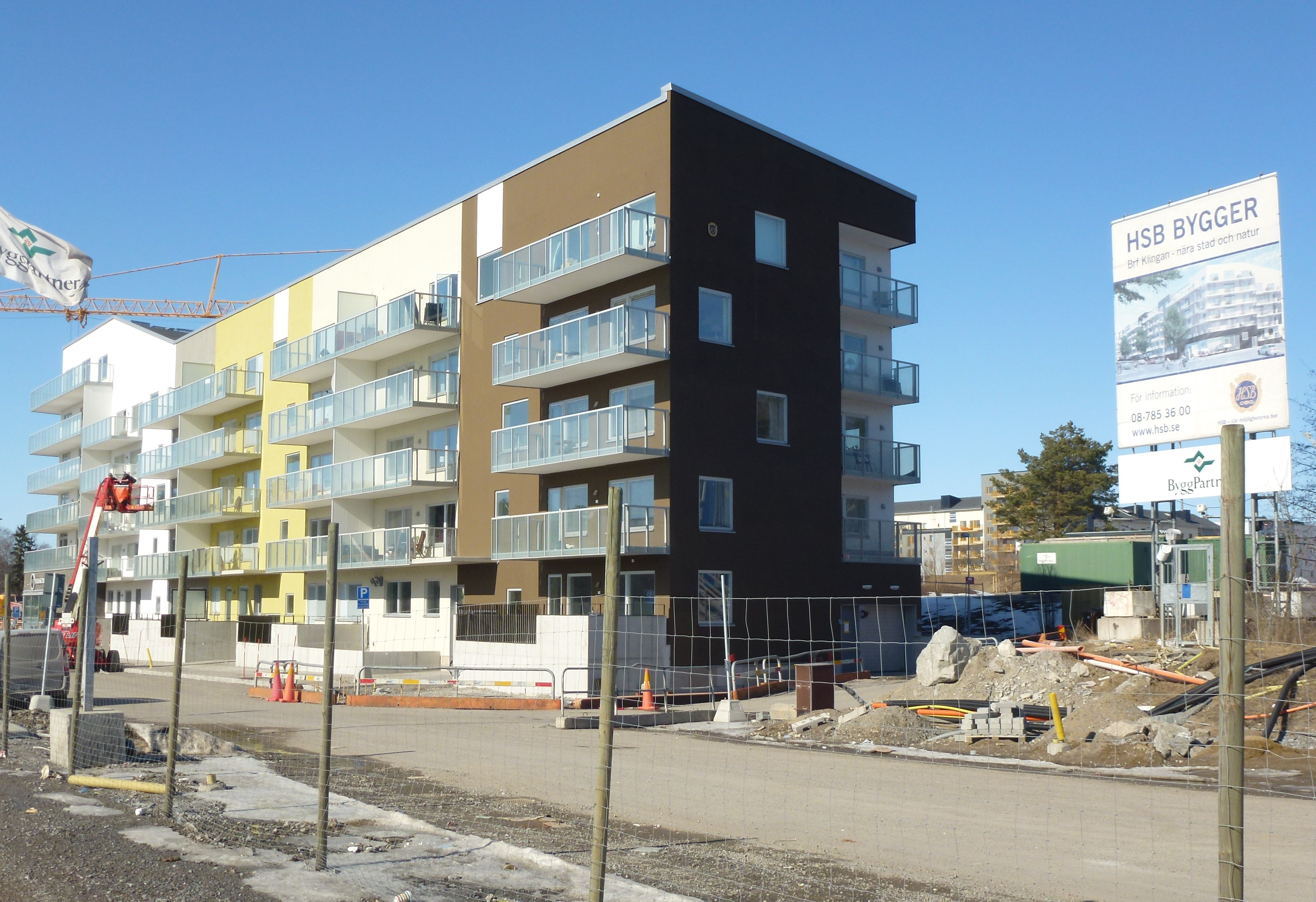
Ursviks nya bostadsområden, 2013
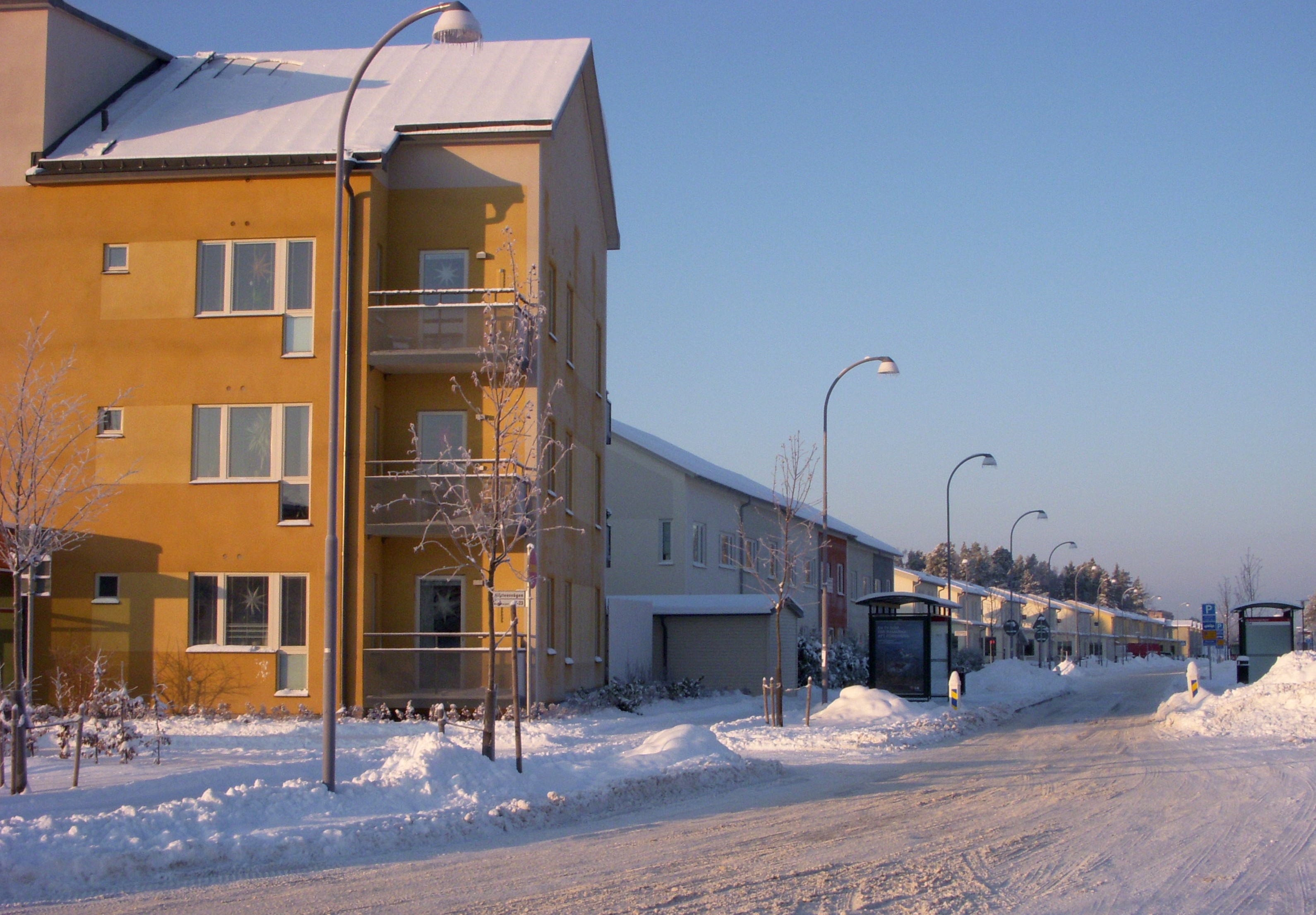
Ursviks nya bostadsområden, 2009
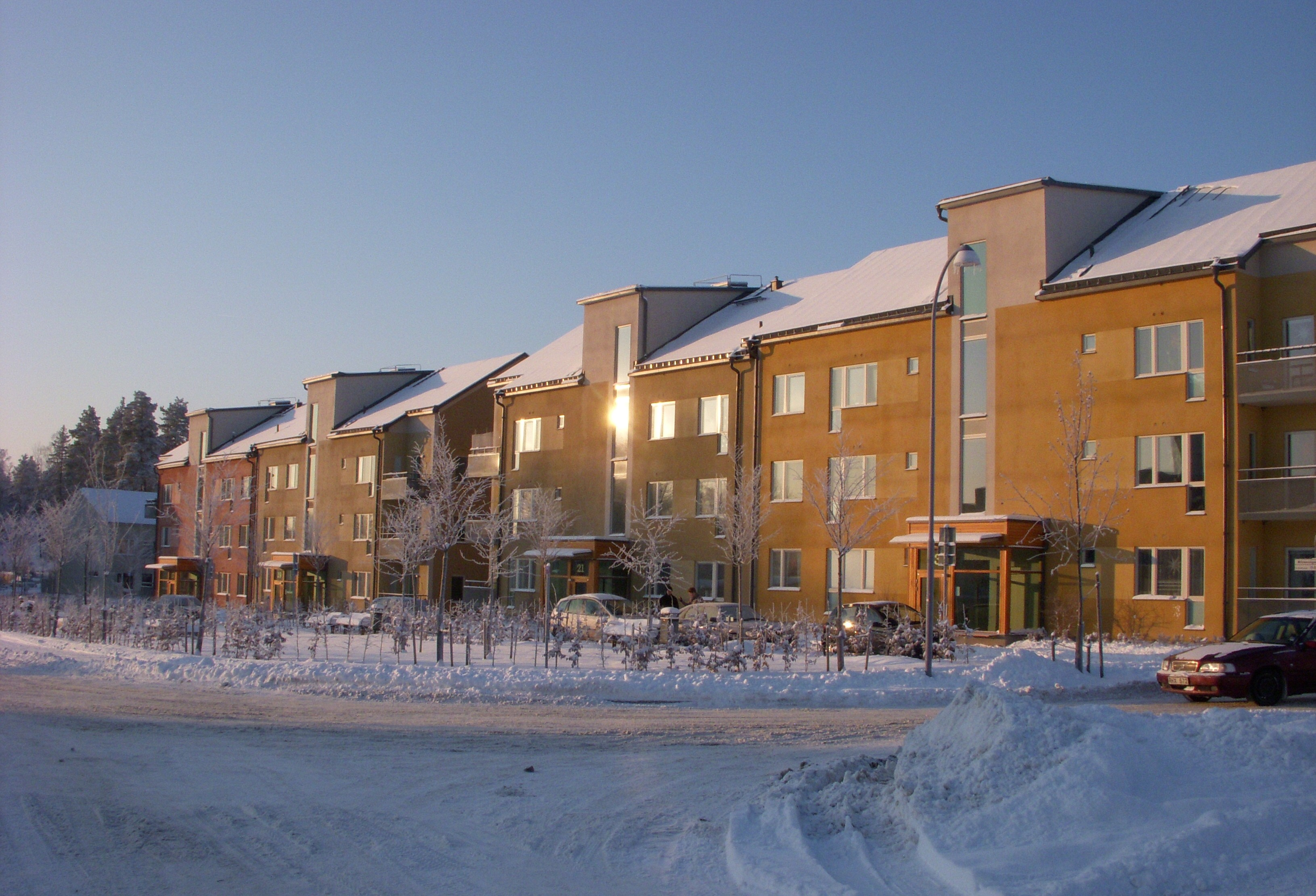
Ursviks nya bostadsområden, 2009
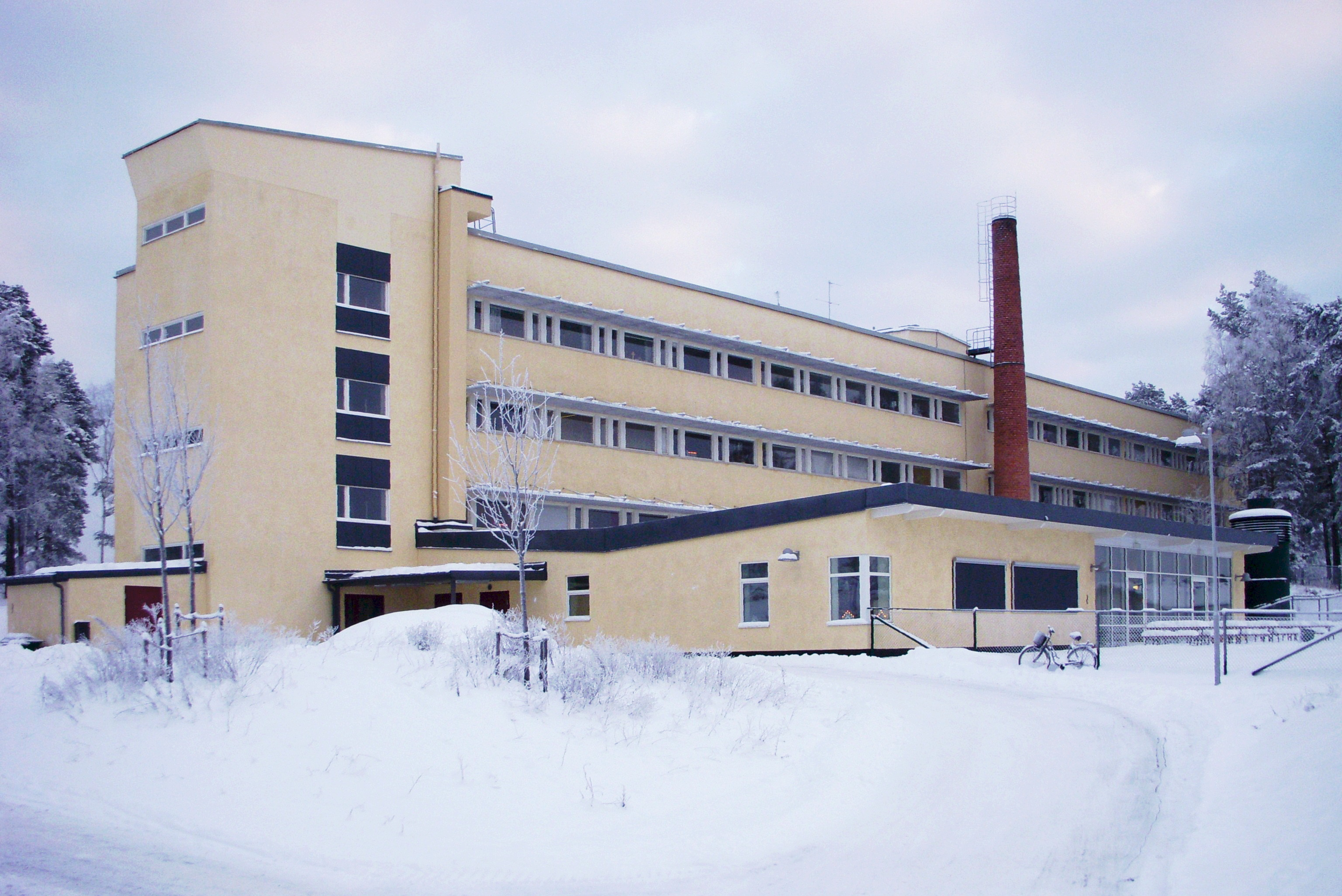
Noblaskolan (f.d. FOA)